# شباهت معنایی
معنایی شباهت یک متریک است که بر روی یک مجموعه از اسناد و مدارک تعریف می‌شود، ایده این روش این است که فاصله بین آنها مبتنی بر شباهت معنا یا محتوای معنایی آنها است و معیار فاصله با شباهت رابطه معکوس وجود دارد که می‌توان آن را با استفاده اط نمایش ساختاری (به عنوان مثال فرم رشته) تخمین زد. اینها ابزارهای ریاضی هستند که برای برآورد رابطه معنایی بین واحدهای زبان، مفاهیم یا نمونه‌ها، در طی یک توصیف عددی مورد استفاده قرار می‌گیرند. این توصیف عددی با مقایسه اطلاعات موجود در معنای حود یا توصیف ماهیت خود بدست می‌آید. اصطلاح شباهت معنایی اغلب با ارتباط معنایی اشتباه گرفته شود. ارتباط معنایی شامل هر گونه رابطه بین دو واژه است، در حالی که شباهت معنایی تنها شامل روابط "is-a" است.
برای مثال «ماشین» شبیه به «اتوبوس» اما همچنان با «جاده» و «رانندگی» مرتبط است.